# Aurel Mărăcescu
Aurel Mărăcescu (n. 23 aprilie 1906, București, România – d. 1997) a fost un bober român, care a concurat în cadrul competițiilor de bob din anii '30 ai secolului al XX-lea.
El a făcut parte din echipa României ca pilot de bob la Jocurile Olimpice de la Garmisch-Partenkirchen (1936), la care a concurat în proba de bob - 4, dar nu a reușit să termine competiția.